# 필리포 롬바르디 (축구 선수)
필리포 롬바르디(이탈리아어: Filippo Lombardi, 1990년 4월 22일, 안코나 ~ )는 이탈리아의 축구 선수이다.